# كيت دي كاميلو
كاترينا إليزابيث «كيت» ديكاميلو (بالإنجليزية: Kate DiCamillo)‏ (من مواليد 25 مارس 1964) هي كاتبة أمريكية في مجال الكتابة الخيالة للأطفال لجميع مستويات القراءة، وعادة ما تتميز بالكتابات التي تتضمن قصص الحيوانات وشخصيات عدة أخرى. وهي واحدة من ستة أشخاص فائزين بميداليتين نيوبري، عن رواياتها حكاية ديسبرو(2003) وفلورا وأوليسيس (2013). من أشهر كتبها للأطفال الصغار هي سلسلة الرحمة واتسون التي صورها كريس فان دوسين.
كانت ديكاميلو السفير القومي الأمريكى لأدب الشباب، والمعينة من قبل مكتبة الكونغرس على مدى 2014 وعام 2015.

## روابط خارجية
- كيت دي كاميلو على موقع IMDb (الإنجليزية)
- كيت دي كاميلو على موقع الموسوعة البريطانية (الإنجليزية)
- كيت دي كاميلو على موقع ميوزك برينز (الإنجليزية)
- كيت دي كاميلو على موقع إن إن دي بي (الإنجليزية)
- كيت دي كاميلو على موقع ديسكوغز (الإنجليزية)
- كيت دي كاميلو على موقع قاعدة بيانات الفيلم (الإنجليزية)